# Galleria Dallas
La Galleria Dallas è un centro commerciale situato a Dallas, Texas, Stati Uniti d'America. Costruita nel 1982 dalla società immobiliare Hines, fu modellata in chiave moderna sulle forme della galleria Vittorio Emanuele II.

## Storia e descrizione
La Galleria Dallas fu costruita nel 1982 col nome di Dallas Galleria dalla Hines, società immobiliare statunitense, sulla scia della Houston Galleria, altra galleria commerciale della compagnia immobiliare che aveva come modello di riferimento la galleria milanese.
Il centro commerciale ha un'area calpestabile di circa 158000 metri quadrati, di cui 130000 dedicati a negozi e altre attività commerciali. Il centro commerciale venne rinominato "Galleria Dallas" solo nel 2003 in corrispondenza di un profondo rinnovamento degli spazi della galleria. Il complesso fu venduto per la somma di 300 milioni di dollari americani nel 2002 ad una società di investimenti statunitense.